# McCleary-Gletscher
Der McCleary-Gletscher ist ein großer Gletscher im südlichen ostantarktischen Viktorialand. Er fließt westlich des Gebirgskamms Tentacle Ridge in den Darwin Mountains nach Süden zum Darwin-Gletscher.
Kartiert wurde er durch den United States Geological Survey mithilfe von Tellurometer-Messungen und Luftaufnahmen, die die United States Navy zwischen 1959 und 1963 anfertigte. Das Advisory Committee on Antarctic Names benannte den Gletscher 1965 nach George McCleary, Mitarbeiter für Öffentlichkeitsarbeit beim United States Antarctic Projects Officer (USAPO).